# Balearica
Jeřáb (Balearica) je nevelký ptačí rod, který tvoří dva žijící zástupci čeledi jeřábovitých (Gruidae):
- Jeřáb královský (B. regulorum)
- Jeřáb paví (B. pavonina)

Oba zástupci žijí pouze na území Afriky jižně od Saharské pouště a jsou jedinými jeřáby, kteří mohou hnízdit na stromech díky jejich dobře vyvinutému zadnímu prstu. Oba druhy jsou si velice podobné a jednu dobu se spekulovalo o možnosti, že je jeřáb královský poddruh jeřába pavího.
Stejně jako ostatní jeřábi se živí i tyto druhy hmyzem, plazy a malými savci.
V pravěku byli oba zástupci jeřábů znatelně více rozšířeny, než je tomu dnes a fosílie dokazují, že obývaly i Evropu a Severní Ameriku. Naopak se nenašly žádné důkazy o existenci těchto druhů v Asii.
Mezi prehistorické, vymřelé a doložené zástupce rodu Balearica patřili:
- Balearica rummeli (žijící v Německu v období třetihor) – dříve Basityto
- Balearica excelsa (žijící ve Francii v témže období) – dříve Grus nebo Ornithocnemus
- Balearica exigua (žijící na Nebrasce v témže období).